# Liga a III-a 2007-2008
Liga a III-a este a treia divizie fotbalistică din România, este organizată de FRF.

## Clasamente

### Seria I
1 CF Brăila a fost penalizată cu 3 puncte din cauză că nu a atins marja sezonul trecut Liga II.
2 NGM Leonard Pașcani s-a retras din campionat în a doua parte a sezonului și a pierdut toate meciurile rămase cu 0-3

### Seria II
3 CSO Ianca s-a retras din campionat în prima parte a sezonului și toate rezultatele sale au fost anulate.

### Seria III
4 Royal Club Ghimbav s-a retras din campionat în a doua parte a sezonului și a pierdut toate meciurile rămase cu 0-3.

### Seria IV
5 FC Sibiu s-a retras din campionat în prima parte a sezonului și toate rezultatele sale au fost anulate.

### Seria V
6 Victoria Nădlac s-s retras din campionat în a doua parte a sezonului și a pierdut meciurile rămase cu 0-3.
7 Auxerre Lugoj s-a retras din campionat în prima parte a sezonului și toate rezultatele sale au fost anulate.

### Seria VI
8  Olimpia Satu Mare a fost penalizată cu 3 puncte în „cazul Hornyak”

## Play-off

### Grupa 1
Meciuri jucate la Câmpina pe Stadionul Poiana.
- CS Buftea - Juventus București 2-2 (2-4 lovituri de la 11 metri)
- CS Buftea - Aerostar Bacău 6-3
- Aerostar Bacău - Juventus București 1-1

- CS Buftea Promovată

### Grupa 2
Meciuri jucate la Alba-Iulia pe Stadionul Victoria-Cetate.
- Gaz Metan Craiova - ACU Arad 1-5
- Avântul Reghin - Gaz Metan Craiova  2-0
- Avântul Reghin - ACU Arad 0-0 (3-4 lovituri de la 11 metri)

- ACU Arad Promovată